# Nycteris macrotis
Nycteris macrotis је врста сисара из реда слепих мишева и породице Nycteridae.

## Распрострањење
Врста има станиште у Анголи, Бенину, Боцвани, Буркини Фасо, Бурундију, Габону, Гани, Гвинеји Бисао, ДР Конгу, Екваторијалној Гвинеји, Етиопији, Замбији, Зимбабвеу, Камеруну, Кенији, Либерији, Малавију, Малију, Мозамбику, Нигеру, Нигерији, Обали Слоноваче, Републици Конго, Руанди, Сенегалу, Сијера Леонеу, Сомалији, Судану, Танзанији, Тогу, Уганди, Централноафричкој Републици и Чаду.

## Станиште
Врста Nycteris macrotis има станиште на копну.
Врста је по висини распрострањена до 2.200 метара надморске висине.

## Угроженост
Ова врста није угрожена, и наведена је као последња брига јер има широко распрострањење.

### Популациони тренд
Популациони тренд је за ову врсту непознат.